# Siegfried Haag
Siegfried Gottlieb Haag (* 15. März 1945 in Vaihingen/Enz) ist ein ehemaliger deutscher Terrorist der Roten Armee Fraktion (RAF). Der Rechtsanwalt von Andreas Baader war eine Führungsperson der zweiten Generation der RAF und von 1976 bis 1987 inhaftiert.

## Leben

### Rechtsanwalt von Andreas Baader und Holger Meins
Nach der Verhaftung der Spitze der ersten Generation der RAF im Jahr 1972 übernahm der Heidelberger Rechtsanwalt Siegfried Haag als einer von 15 Wahlverteidigern das Mandat für Andreas Baader. 1974 verteidigte er kurzzeitig auch Holger Meins. Haag führte eine Kanzlei zusammen mit dem Rechtsanwalt Eberhard Becker, der später ebenfalls RAF-Mitglied wurde, und fungierte während des Hungerstreiks der  RAF-Häftlinge als Kurier zwischen den Gefängnissen. Viele RAF-Mitglieder berichteten, dass er sie unter Druck setzte die Hungerstreiks fortzusetzen und „bedenkenlos jede Anweisung Baaders ausführte“.
Von Anfang an hatte Haag mit den Terroristen sympathisiert und über seine Kanzlei in Heidelberg neue Mitglieder rekrutiert. So berichtete der RAF-Terrorist Volker Speitel als Kronzeuge, Haag habe ihn 1974 unter besonderem Hinweis auf den Tod Holger Meins angeworben. Ziel sei es gewesen, die Gefangenen zu befreien, berichtet Speitel. Zu diesem Zweck wollte Haag laut Aussagen von Speitel ab 1972 „eine illegale Struktur aufbauen […], um daraus später ein Kommando-Unternehmen zu starten“.
Haag rekrutierte bis 1974 außer Speitel die RAF-Terroristen Lutz Taufer, Ulrich Wessel, Hanna Krabbe und Bernhard Rössner. 1975 besetzten diese die Deutsche Botschaft in Stockholm. Haag nahm zwar nicht persönlich an dieser Geiselnahme teil, war aber entscheidend an deren Planung beteiligt. Dafür gab es jedoch noch keine Beweise. Im April 1975 wurde Haag kurzzeitig verhaftet, kam aber wieder auf freien Fuß. Danach tauchte Haag in die Illegalität ab.

### Haag/Mayer-Bande
Bis Mitte 1976 rekrutierte Haag weitere Mitglieder. Der als Haag/Mayer-Bande bezeichneten Gruppe gehörten neben Haag und Roland Mayer mindestens elf Personen an. Unter anderem waren dies: Adelheid Schulz, Uwe und Knut Folkerts, Günter Sonnenberg, Sabine Schmitz, Christian Klar, die Eheleute Waltraud und Peter-Jürgen Boock sowie die durch die Lorenz-Entführung freigepresste Verena Becker. Zudem gab es nach Erkenntnissen der Ermittler etwa 25 Unterstützer. Die meisten Gruppenmitglieder hatten zwei Jahre zuvor an der Besetzung des Hamburger Büros von Amnesty International teilgenommen. Bis 1977 baute die Gruppe eine Logistik aus konspirativen Wohnungen, Waffen, Geld und Fahrzeugen auf und plante die Anschläge und Entführungen des Deutschen Herbstes. In diesem Zusammenhang beging die Gruppe mehrere Banküberfälle.
Am 30. November 1976 wurde Siegfried Haag zusammen mit RAF-Mitglied Roland Mayer verhaftet. Haag trug eine durchgeladene Pistole im Hosenbund. In dem Wagen, in dem beide verhaftet wurden, fand die Polizei brisante Unterlagen. Die Haag/Mayer-Papiere enthüllten Anschlagspläne der zweiten Generation der RAF und enthielten unter anderem diverse verdeckte Hinweise auf Pläne zur Ermordung von Siegfried Buback sowie zu den Entführungen von Hanns Martin Schleyer und Jürgen Ponto. Diese Hinweise wurden jedoch erst im Nachhinein entschlüsselt und die Offensive 77 der RAF fand dennoch statt. Diese führte zum Tod von Buback und Ponto und mit dem Beginn der Schleyer-Entführung zum Deutschen Herbst, an dessen Ende Schleyer ebenfalls ermordet wurde.
Nach der Verhaftung Haags wurden seine Gespräche mit seinen Rechtsanwälten in der Justizvollzugsanstalt Stuttgart-Stammheim illegal abgehört und aufgezeichnet. Dies führte zur Abhöraffäre von Stammheim. Nachdem die Abhöraktion öffentlich geworden war, beriefen sich der baden-württembergische Innenminister Karl Schiess und der Justizminister Traugott Bender auf einen rechtfertigenden Notstand. Man habe davon ausgehen müssen, dass Anwälte und Häftlinge umgehend Aktionen zur Freipressung planen würden. Die Oberstaatsanwaltschaft Stuttgart erklärte daraufhin, von der Abhöraktion nichts gewusst zu haben, sie sei vom Verfassungsschutz durchgeführt worden. In der Folge untersagte das Oberlandesgericht Stuttgart weiteres Abhören der Anwaltsgespräche.
Haag wurde 1979 wegen Beihilfe zum Mord und anderer Delikte vom Oberlandesgericht Stuttgart zu 15 Jahren Freiheitsstrafe verurteilt. In der Haft löste sich Haag von der RAF. Nach etwas mehr als zehn Jahren wurde im Februar 1987 der Rest seiner Strafe zur Bewährung ausgesetzt, weil Haag schwer erkrankt war. Noch vor seiner Freilassung erklärte er in einem Interview mit der Frankfurter Rundschau:

„Die Handlungsweise der RAF hat sich als falsch herausgestellt. Ich bin zu der Gruppe gestoßen mit der Überzeugung, mal sehen, ob es klappt. Es hat all die Jahre gebraucht, um zu dem Ergebnis zu kommen, diese Politik muss ich aufgeben, sie ist falsch.“

### Ab 1987
Im Prozess gegen Verena Becker sollte Siegfried Haag als Zeuge aussagen, berief sich aber auf sein Zeugnisverweigerungsrecht. Dies wurde mit der Begründung verwehrt, ihm drohe keine Verfolgung mehr wegen seiner Beteiligung an den Terroranschlägen der RAF. Das Oberlandesgericht Stuttgart ordnete deshalb am 31. März 2011 Beugehaft an. Diese Anordnung wurde durch den Bundesgerichtshof aufgehoben, der eine drohende Strafverfolgung nicht zweifelsfrei ausschloss und deswegen ein Zeugnisverweigerungsrecht annahm.